# The Shadows (album)
The Shadows je debutové a eponymní studiové album anglické instrumentální rockové skupiny The Shadows, vydané v září roku 1961.

## Seznam skladeb

### Strana 1
1. "Shadoogie" (Hank Marvin, Bruce Welch, Jet Harris, Tony Meehan)
2. "Blue Star" (Victor Young, Edward Heyman)
3. "Nivram" (Bruce Welch, Hank Marvin, Jet Harris)
4. "Baby My Heart" (Sonny Curtis) – (Vocal: Hank Marvin)
5. "See You in My Drums" (Tony Meehan) - Drum solo
6. "All My Sorrows" (Dave Guard, Bob Shane, Nick Reynolds) – (Vocal: Jet Harris)
7. "Stand Up and Say That" (Hank Marvin)

### Strana 2
1. "Gonzales" (McGlynn alias Bruce Welch, Hank Marvin)
2. "Find Me a Golden Street" (Norman Petty)
3. "Theme From a Filleted Place" (Hank Marvin, Bruce Welch, Jet Harris)
4. "That's My Desire" (Helmy Krease, Carroll Loveday) – (Vocal: Bruce Welch)
5. "My Resistance is Low" (Hoagy Carmichael)
6. "Sleepwalk" (Ann Farina, Santo Farina, Johnny Farina, Don Wolf)
7. "Big Boy" (Bruce Welch, Hank Marvin)

## Sestava
- Hank Marvin – sólová kytara, piáno
- Bruce Welch – rytmická kytara
- Jet Harris – baskytara
- Tony Meehan – bicí